# Seiya Andō
Seiya Andō (安藤誓哉?, Andō Seiya; Edogawa, 15 luglio 1992) è un cestista giapponese.

## Carriera
Con il Giappone ha disputato i Campionati mondiali del 2019.

## Palmarès
- NBL Canada All-Rookie First Team (2015)